# Wazur
Das Wazur (transliteriert: Wa zur, gesprochen ungefähr: Wasur) ist ein tibetisches Schriftzeichen. 
Es hat die Form eines kleinen leeren Dreiecks mit der Spitze nach links (mitunter ist die senkrechte Dreiecksseite nach oben etwas verlängert) und wird unter die rechte Ecke mancher Buchstaben des Silbenanlauts geschrieben. In der Transliteration wird es mit einem angehängten „w“ wiedergegeben, denn aus dem Buchstaben w (ཝ) ist es entstanden. Auf die Aussprache hat das Wazur keinen Einfluss, weshalb es oft auch zur orthographischen Unterscheidung von Homophonen dient. Folgende Kombinationen mit einem Wazur sind in der tibetischen Orthographie möglich (in der Reihenfolge des tibetischen Alphabets): Kw, Khw, Gw, Cw, Nyw, Tw, Dw, Tsw, Zhw, Zw, Rw, Shw, Hw. Ganz selten tritt auch Grw auf.
Im Unicode fehlt die korrekte Form des Wazur, stattdessen gibt es ein subskribiertes gewöhnliches tibetisches w (ྭ).